# Lista rezervațiilor naturale din județul Cluj

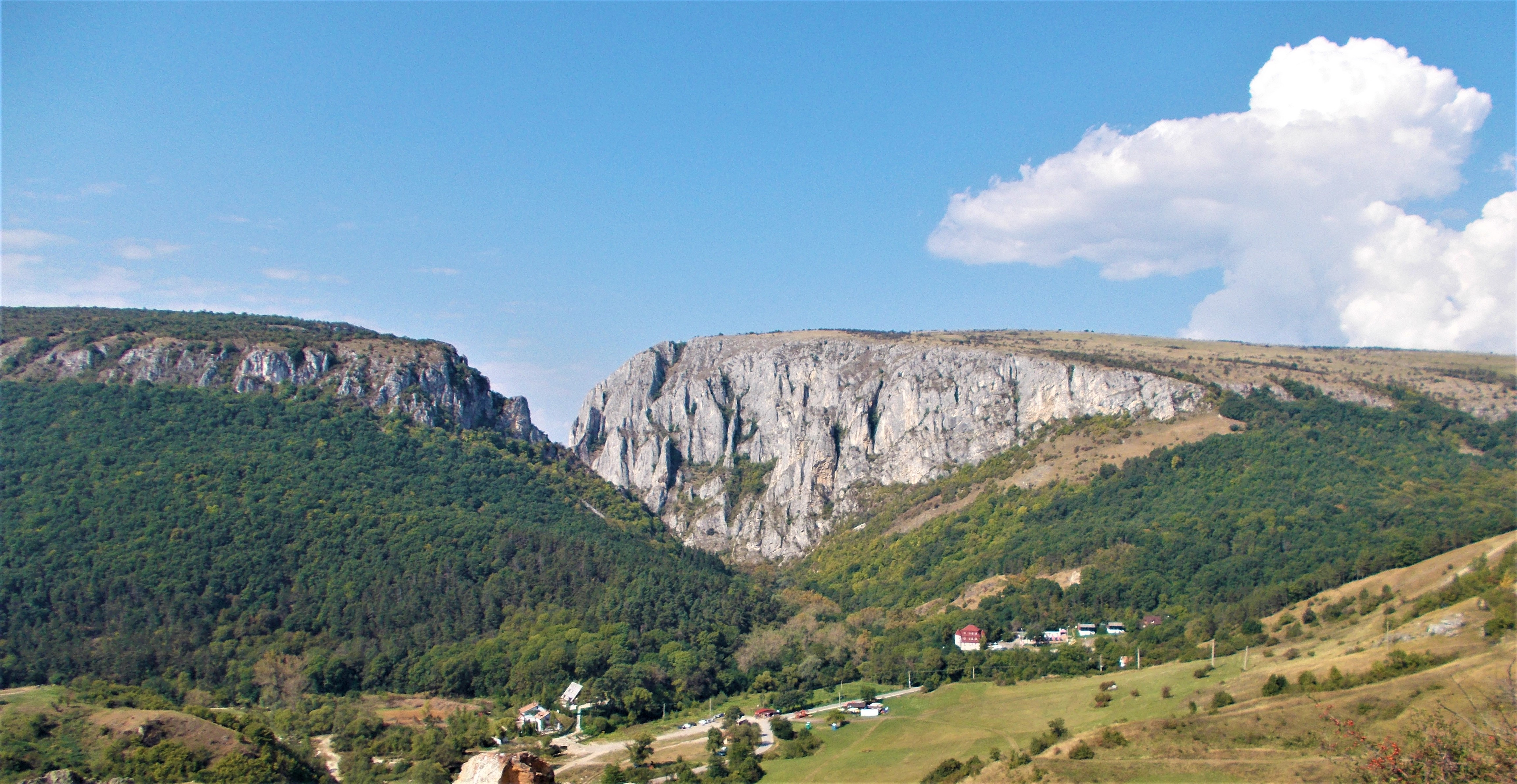
Cheile Turzii

Lista rezervațiilor naturale din județul Cluj cuprinde ariile protejate de interes național (rezervații naturale), aflate pe teritoriul administrativ al județului Cluj, declarate prin Legea Nr. 5 din 6 martie 2000 (privind aprobarea Planului de amenajare a teritoriului național - Secțiunea a III-a - arii protejate), Hotărârea de Guvern Nr.2151 din 30 noiembrie 2004 (privind instituirea regimului de arie naturală protejată pentru noi zone) și Hotărârea de Guvern Nr.1581 din 8 decembrie 2005.

## Lista ariilor protejate
| Denumirea ariei protejate           | Cod       | Localizare                        | Categorie IUCN | Tip                                  | Suprafață (ha) | Observații (foto)          |
| ----------------------------------- | --------- | --------------------------------- | -------------- | ------------------------------------ | -------------- | -------------------------- |
| Cariera Corabia                     | RONPA0341 | Comuna Gilău, satul Someșu Rece   | III            | geologic                             | 2              | monument al naturii        |
| Cheile Baciului                     | RONPA0358 | Cluj-Napoca                       | IV             | mixt                                 | 3              |                            |
| Cheile Turenilor                    | RONPA0359 | Comuna Tureni                     | IV             | mixt                                 | 25             |                            |
| Cheile Turzii                       | RONPA0348 | Mihai Viteazu și Petreștii de Jos | IV             | mixt                                 | 104            | Cheile Turzii              |
| Dealul cu Fluturi                   | RONPA0874 | Comuna Viișoara                   | IV             | floristic și faunistic               | 20             | declarat prin HG 2151/2004 |
| Fânațele Suatu I și II              | RONPA0343 | Comuna Suatu                      | IV             | botanic                              | 9,20           | declarat prin HG 2151/2004 |
| Fânațele Clujului – Copârșaie       | RONPA0344 | Cluj-Napoca                       | IV             | botanic                              | 1,50           |                            |
| Fânațele Clujului – Valea Lui Craiu | RONPA0345 | Cluj-Napoca                       | IV             | botanic                              | 1              |                            |
| Făgetul Clujului                    | RONPA0352 | Cluj-Napoca                       | IV             | peisagistic                          | 10             |                            |
| Gipsurile de la Leghia              | RONPA0355 | Comuna Aghireșu, satul Leghia     | III            | geologic                             | 1              | monument al naturii        |
| Lacul Știucilor                     | RONPA0349 | Comuna Fizeșu Gherlii             | IV             | avifaunistic                         | 26             |                            |
| Locul fosilifer Coruș               | RONPA0356 | Comuna Baciu, satul Corușu        | III            | paleontologic                        | 2              | monument al naturii        |
| Molhașul Mare de la Izbuc           | RONPA0357 | Comuna Beliș                      | IV             | botanic                              | 8              |                            |
| Pădurea Ciuașului                   | C.1       | Comuna Țaga                       | IV             | avifaunistic, forestier și floristic | 3              | declarat prin HG 1581/2005 |
| Pârâul Dumbrava                     | RONPA0347 | Comuna Ciurila                    | IV             | botanic                              | 0,50           |                            |
| Peștera Vârfurașu                   | RONPA0342 | Comuna Mărgău, satul Răchițele    | III            | speologic                            | 1              | monument al naturii        |
| Peștera Mare de pe Valea Firei      | RONPA0353 | Comuna Mărgău                     | III            | speologic                            | 2              | monument al naturii        |
| Peștera din Piatra Ponorului        | RONPA0354 | Comuna Mărgău, satul Răchițele    | III            | speologic                            | 2              | monument al naturii        |
| Rezervația de orbeți de la Apahida  | RONPA0939 | Comuna Apahida                    | IV             | faunistic                            | 33,10          | declarat prin HG 1143/2007 |
| Sărăturile și Ocna Veche            | RONPA0360 | Turda                             | IV             | mixt                                 | 10             |                            |
| Stufărișurile de la Sic             | RONPA0351 | Comuna Sic                        | IV             | avifaunistic                         | 2              |                            |
| Valea Legiilor                      | RONPA0350 | Comuna Geaca                      | IV             | avifaunistic                         | 13,50          |                            |
| Valea Morilor                       | RONPA0346 | Comuna Feleacu                    | IV             | botanic                              | 1              |                            |